# Mellingen (Argovia)
Mellingen es una comuna suiza del cantón de Argovia, situada en el distrito de Baden. Limita al norte con las comunas de Birmenstorf y Baden, al noreste con Fislisbach, al este con Niederrohrdorf, al noreste con Stetten, al sur con Tägerig, y al oeste con Wohlenschwil.

## Referencias

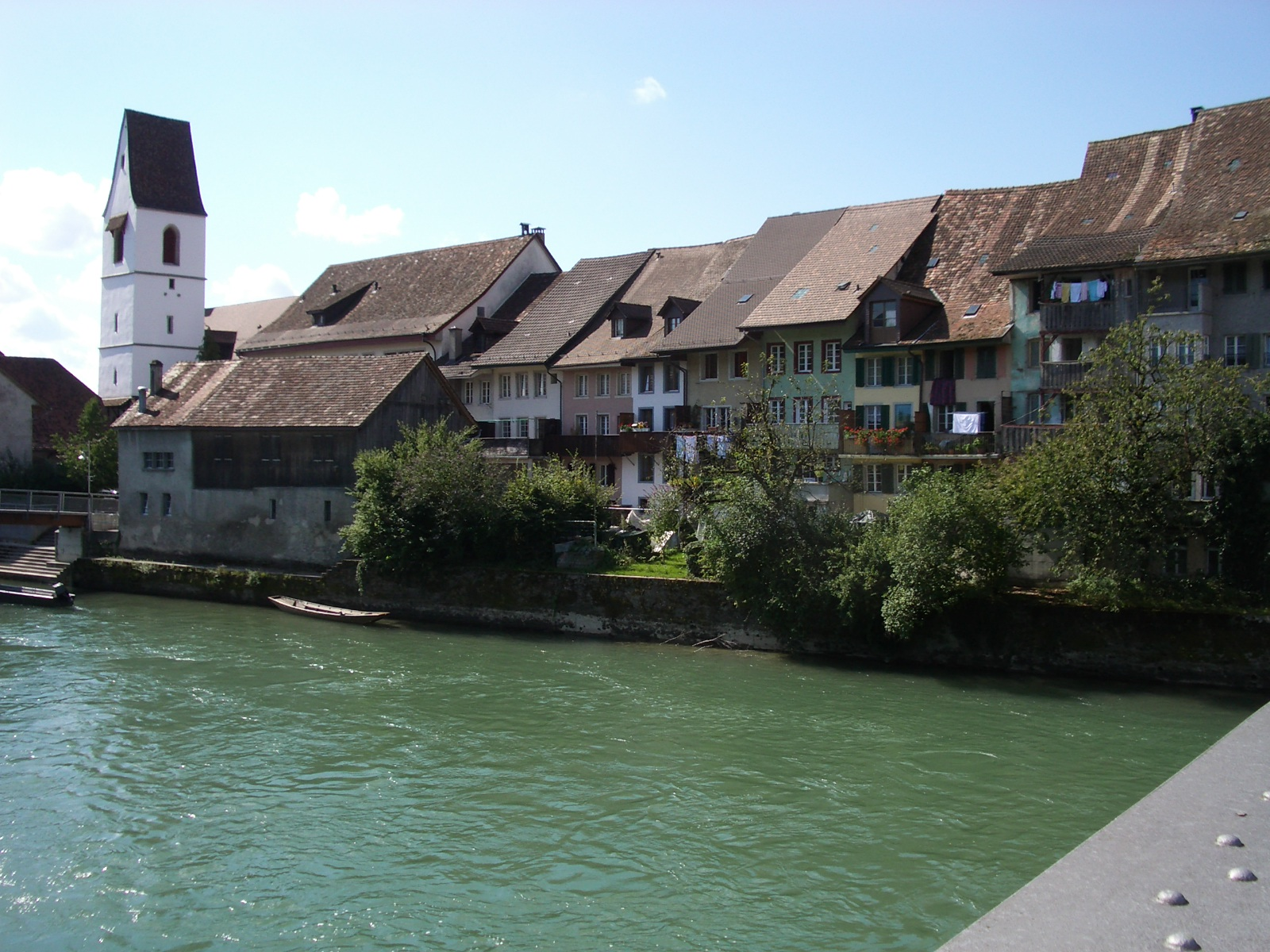
El Reuss a su paso por Mellingen.